# WWDC (FM)
WWDC（101.1 FM），是一家位于美国华盛顿特区的调频广播电台，由清晰频道通信公司 (iHeartMedia) 经营，主要播出另类摇滚音乐。该电台的发射器在马里兰州的银泉，发射功率为22.5千瓦。